# Emtunga
Emtunga est une localité de Suède située dans la commune de Vara du comté de Västra Götaland. Elle couvre une superficie de 0,31 km2. En 2010, elle compte 273 habitants.